# Edward Welby Pugin
Pour les articles homonymes, voir Pugin.
Edward Welby Pugin, né le 11 mars 1834 à Ramsgate et mort le 5 juin 1875 à Londres, est un architecte britannique.

## Biographie
Edward Welby Pugin est le fils ainé d'Augustus Pugin, célèbre architecte néogothique. À la mort de son père, en 1852, il prend sa suite et poursuit son œuvre avant de développer un style plus personnel. Au terme de sa courte carrière, en 1875, il a conçu et réalisé plus d'une centaine d'églises catholiques.

## Réalisations
Les réalisations d'Edward Welby Pugin sont situées en premier lieu dans les îles britanniques, notamment les cathédrales de Shrewsbury, de Northampton et de Cobh. Mais il a également reçu plusieurs commandes en Europe occidentales, en Scandinavie et jusqu'en Amérique du Nord, où il effectue un séjour d'octobre 1873 à janvier 1874. Elles comptent principalement des églises et des chapelles (comme l'église Sainte-Marie de Fleetwood ou la Cathédrale Saint-Colman de Cobh), et aussi des bâtiments d'institutions éducatives ou religieuses, des orphelinats, des maisons de campagne et d'autres types de résidences, comme le château de Loppem en Belgique.